# Меморіал «Слава Героям!» (Бердичів)
Меморіал «Слава Героям!» у місті Бердичів — споруда, що увічнює пам'ять про трагічні події, які залишили глибокий слід в історії міста Бердичева: пам'ять про покоління, що воювало під час Другої світової війни, Героїв Небесної Сотні, які загинули під час Революції гідності (2014), в пам'ять про Героїв — захисників України, які загинули в ході Антитерористичної операції (АТО)

## Загальні дані
Меморіал «Слава Героям!» встановлений у центральній частині міста Бердичів (пл. Соборна, 1).
Автор проєкта меморіала — бердичівська художниця Валентина Коломієць. Проєкт реалізован працівниками бердичівської приватної майстерні «Ковальська хата».
Кошти на спорудження меморіалу «Слава героям!» збирали всією громадою. Це і благодійні внески пересічних людей, кошти установ та організацій. 25 березня 2015 року в міському Палаці культури імені О. А. Шабельника відбувся благодійний концерт «Україна. Віра. Перемога» за участю найкращих мистецьких колективів Бердичева. Кошти у розмірі 175 тис. гривень були зібрані під час концерту та направлені на спорудження меморіалу пам'яті. Всього було зібрано майже 190 тисяч гривень.
8 травня 2015 року, в День пам'яті та примирення, відбулося освячення пам'ятника «Слава Героям!». Освячення меморіалу та спільну молитву біля нього здійснили священики різних конфесій.
9 травня 2015 року відбулося відкриття меморіалу під час зібрання громадськості з нагоди 70-ї річниці Перемоги над нацизмом. Віднині Вічний вогонь горить у пам'ять про всіх тих, хто спить вічним сном, віддавши життя за Батьківщину: жертв Другої світової війни, полеглих на Майдані та на Сході України.

## Історія створення
До 2015 року на цьому місці стояв пам'ятний знак учасникам комсомольсько-молодіжного підпілля[недоступне посилання з липня 2019]. У 1967 році за ініціативою міського комітету комсомолу було прийнято рішення про увічнення подвигу комсомольсько-молодіжного підпілля та спорудження пам'ятного знаку. За ескізом Мирослава Ясельського, сина одного з підпільників, було розроблено проєкт пам'ятника.
Це був трьохступеневий  пірамідальний обеліск, виготовлений з полірованого лабрадориту. Його розміри: 2,25*2,25*6 м, розміри прапору: 1,9*1,3 м. Напис на пам'ятнику: Молодым патриотам подпольщикам г. Бердичева погибшим в борьбе с немецко-фашистскими захватчиками 1941—1945 гг. От комсомолии Бердичева 1967 год. 9 травня 1970 року біля підніжжя обеліска було запалено Вічний вогонь.
З цього часу щороку 9 травня біля обеліску та Вічного вогню проводяться заходи з відзначення свята Перемоги у Другій світовій війні.
Після кривавих подій на майдані Незалежності, що розгорталися під час Революції гідності, у багатьох містах та населених пунктах країни з'явилися меморіали в пам'ять про Героїв Небесної Сотні. Облаштували такий і в Бердичеві — у березні 2014 року на Центральній площі міста за ініціативи активістів встановили фотографії загиблих, на кожній із табличок коротко виклали біографії борців за Україну. Одночасно депутатська група «Народна Рада» [Архівовано 20 лютого 2017 у Wayback Machine.] в Бердичівській міській раді запропонувала спорудити меморіал Небесної сотні на площі Героїв Майдану. Ця пропозиція хоча й отримала підтримку влади, але через відсутність конкретного архітектурного рішення прийнята не була. Лише наприкінці 2014 року до питання спорудження меморіалу знову повернулись, але вже на нових позиціях — об'єднати меморіал із уже існуючим у місті пам'ятним знаком на Соборній площі.

## Опис
В основу створення ескізного проекту двох складових меморіалу «Слава героям!», покладена ідея двох доріг, двох життєвих шляхів, що йдуть у вічність.
Одна дорога устелена звичайною київською бруківкою, яка для мирних мітингарів з різних куточків України стала і полем бою, і зброєю. Саме цією дорогою відлетіла у вічність Небесна сотня. Їхні чисті душі символізує голуб — птах миру.
Друга дорога — шлях священного обов'язку — захисту цілісності і єдності нашої незалежної держави. Цей шлях устелений орденами і медалями бойової мужності і героїчного патріотизму. Білими журавлями знімаються у небесну височінь душі воїнів-захисників, щоб звідти оберігати кожний наш мирний день. А журавки вірно і вічно берегтимуть світлу пам'ять про них.
Різними дорогами йдуть герої у безсмертя, але ці дороги обов'язково зустрінуться і зійдуться воєдино, як єдиним було прагнення Героїв кращого майбутнього на рідній, мирній, незалежній, єдиній і непереможній українській землі. А Вічний вогонь утворює цю єдність.
Зліва від меморіалу встановлено стенд з прізвищами та фотографіями Героїв Небесної Сотні, справа — стенд з прізвищами та фотографіями воїнів, які загинули в ході АТО.

19 серпня 2016 року по обидві сторони від меморіалу було встановлено по три гранітні плити, на яких нанесено імена 19 загиблих воїнів, присвятний напис, Малий Державний герб України та герб міста Бердичева. Присвятний напис: «Слава Героям України!!!», «Бердичів пам'ять збереже», а також уривок вірша поетеси Людмили Максимлюк, народженого в час Майдану:
«…заплакав Бог, побачивши загін –
Спереду — сотник, молодий, вродливий
І юний хлопчик в касці голубій,
І вчитель літній — сивий-сивий…
І рани їхні вже не їм болять,
І синьо-жовтий стяг покрив їм тіло…
Як крила янгола розкрилася душа –
Небесна сотня в вічність полетіла…»